# Mésomède de Crète
Mésomède (en grec ancien Μεσομήδης ὁ Κρής / Mésomèdès) est un musicien, citharède du IIe siècle, natif de l'île de Crète, affranchi de l'empereur romain Hadrien.
Il a écrit des panégyriques en l'honneur d'Antinoos de Bithynie, favori et amant de l'empereur Hadrien, pièces transmises par divers manuscrits. Le nome est une prière chantée aux dieux, aussi appelée Nome, du grec ancien νόμοι.
Deux épigrammes de Mésomède se trouvent dans l'Anthologie palatine. 15 poèmes de Mésomède sont reconnus. À la mort d'Hadrien, Mesomède continue sa carrière au Mouseîon d'Alexandrie. Constatant qu'il vivait de l'État sans aucun bénéfice pour ce dernier, l'empereur Antonin réduit son salaire.

## L'hymne à Némésis
L'hymne à Némésis commence ainsi : « Némésis, équilibreur ailée de la vie, déesse au visage noir, fille de la Justice » . L'hymne est une des quatre seules œuvres préservées écrites avec l'ancienne notation grecque et texte joint. Deux autres hymnes, l'une pour la muse Calliope et l'autre intitulée Hymne au soleil, attribuées à une époque à Denys d'Alexandrie, sont de Mésomède. 

## L'hymne au Soleil

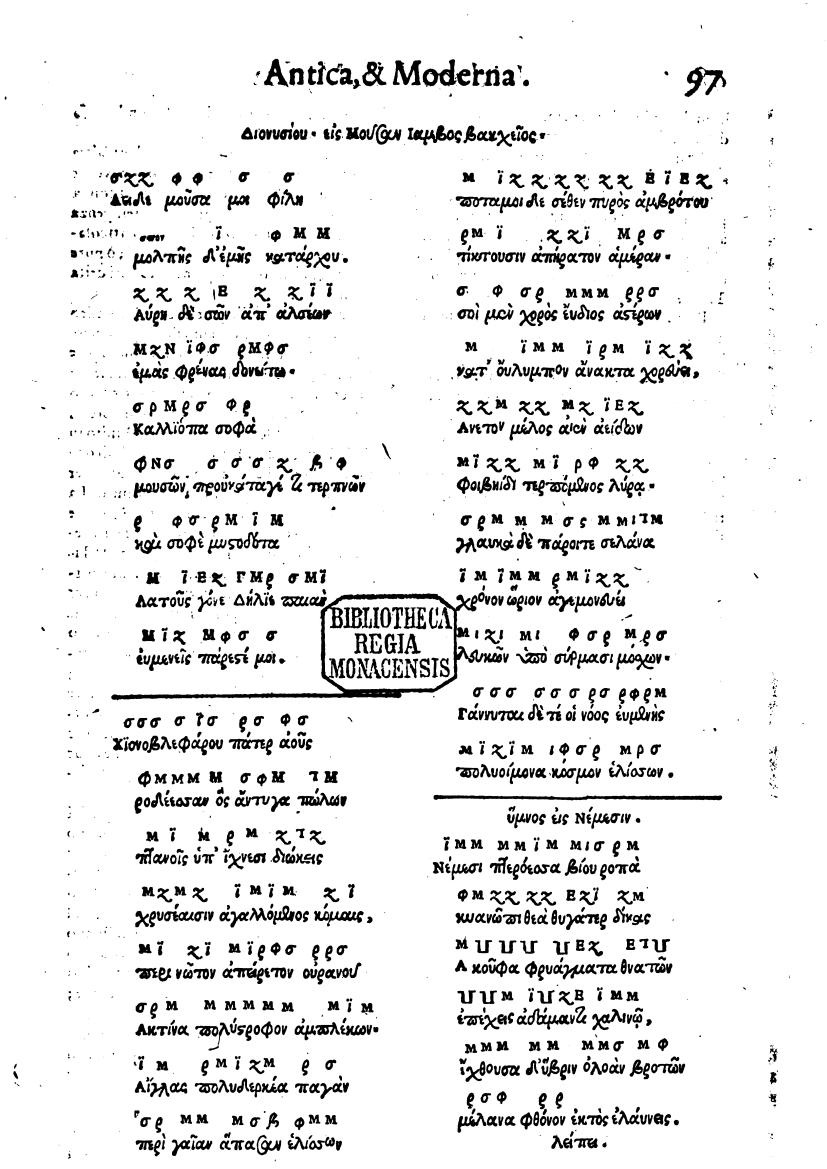
Hymne à Calliope, Hymne au Soleil (composée vers 130) et Hymne à Némésis, composées par Mésomède de Crète

Dans l'hymne au Soleil de Mésomède, on se fait une idée de la musique antique : chaque note est dite « homophone » (émise seule) sans accompagnement. L'ambitus de la mélodie est faible. Les notes appartiennent à une suite bien définie de sons.

## Péan à Apollon
Comme l'a démontré Annie Bélis, le grand papyrus musical de Berlin a transmis une autre œuvre de Mésomède, un péan à Apollon « seigneur de Delphes », composé entièrement de syllabes longues. La papyrologie a livré un grand nombre de fragments musicaux, enrichissant grandement la connaissance de la musique de la Grèce antique grâce à des passages de Mésomède.

## Discographie
- Ensemble Kérylos, dir. Annie Bélis, deux cd, De la Pierre au son : musiques de l'Antiquité grecque (Ancient Greek Music) , (K617-069), 1996 et D'Euripide aux premiers chrétiens : musique de l'antiquité grecque et romaine, 2016. Une restitution de la musique antique, jouée sur des instruments reconstitués. Le dernier CD contient la totalité des 5 œuvres de Mésomède connues à ce jour.